# Charles de Bonchamps
Pour les articles homonymes, voir Artus et Bonchamps.
Cet article possède des paronymes, voir Charles Artus et Charles Artus (syndicaliste).
Charles de Bonchamps, né le 10 mai 1760 à Juvardeil (Maine-et-Loire) et mort le 18 octobre 1793 à Varades (Loire inférieure), est un militaire français et un général royaliste de la guerre de Vendée.
Il reste célèbre pour avoir gracié près de 5 000 soldats républicains à la suite de la bataille de Cholet du 17 octobre 1793, combat au cours duquel il est mortellement blessé. Cet acte est appelé a posteriori le « pardon de Bonchamps ».

## Biographie

### Jeunesse
Charles Melchior Artus de Bonchamps est issu d'une famille de petite noblesse angevine,. La famille de Bonchamps, éteinte de nos jours, n'est pas à confondre avec une famille homonyme et subsistante de Normandie.
Son père est Louis Charles Artus de Bonchamps né en 1735 et sa mère est Marguerite Heulalie Hellaut de La Vallerie, née en 1743. Marié en 1758, le couple s'établit au château du Crucifix, à Juvardeil, chez les parents de la nouvelle épousée. Louis Charles Artus de Bonchamps dispose alors de 1 500 livres de revenu annuel et la dot de son épouse s'élève à 15 000 livres.
Charles Melchior Artus de Bonchamps naît en 1760 au château du Crucifix. Sa mère meurt en 1766, épuisée par plusieurs grossesses. Son père se remarie et s'établit dans le château de son propre père, à La Baronnière, dans la commune de La Chapelle-Saint-Florent. Charles de Bonchamps grandit alors avec son grand-père et deux de ses filles non mariées, son père, sa belle-mère, ses trois sœurs et sa belle-sœur.

### Expédition aux Indes pendant la guerre de la Révolution américaine
En 1775, Charles de Bonchamps, alors âgé de 15 ans, s'engage comme cadet au régiment d'Aquitaine. En 1778, il est nommé sous-lieutenant.
À cette période, il songe à se fiancer avec une jeune Bretonne de Saint-Brieuc, que son père lui interdit d'épouser en raison d'une dot trop maigre.
Cependant la guerre d'indépendance des États-Unis fait alors rage et le 2e bataillon du régiment d'Aquitaine est intégré à un corps expéditionnaire qui doit se rendre en Inde, pour soutenir le sultan du Mysore, Haidar Alî, contre les Britanniques. Le 11 février 1782, la flotte appareille, avec à son bord le sous-lieutenant Charles de Bonchamps. Trois mois plus tard, elle atteint le cap de Bonne-Espérance mais une épidémie de typhus l'oblige à relâcher longuement. L'expédition atteint finalement Sumatra le 1er décembre 1782. Elle débarque ensuite au Gondelour, qui est assiégée pendant un mois par les Britanniques. Les combats cessent lorsqu'une frégate française vient annoncer que de pourparlers de paix ont été engagés entre la France et la Grande-Bretagne. Ces derniers sont suivis par la signature du traité de Paris et du traité de Versailles, le 3 septembre 1783, qui marquent la fin de la guerre d'indépendance des États-Unis.
Charles de Bonchamps demeure pendant deux ans à Pondichéry, avant d'entamer le voyage du retour vers la France qui dure onze mois. Atteint du scorbut pendant la traversée, il manque de peu de passer pour mort et d'être jeté par-dessus bord.

### Début de la Révolution française

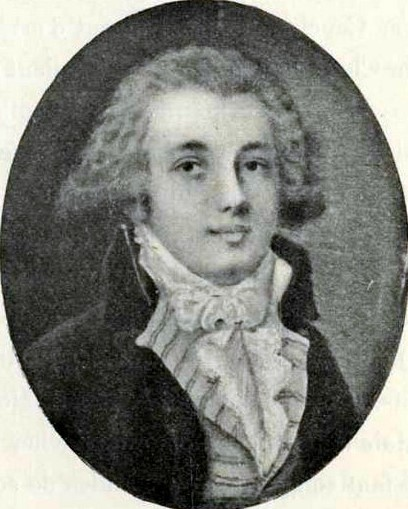
Portrait de Charles de Bonchamps, miniature réalisée de son vivant (XVIIIe siècle).

De retour en France, le régiment d'Aquitaine vient tenir garnison à Paris. Lors de son séjour dans la capitale, Bonchamps fréquente le café de Valois et se passionne pour le jeu des échecs.
En 1787, il est élevé au grade de capitaine des grenadiers du régiment d'Aquitaine. Quelques mois plus tard, il se marie avec Marie Renée Marguerite de Scépeaux, nièce du comte d'Autichamp, colonel en second du régiment d'Aquitaine. Le couple a deux enfants : Zoé Anne Agathe Charlotte (née en 1789) et Hermenée (né en 1791).
En 1789, Bonchamps retourne en Anjou pour participer à l'élection des députés de la noblesse de sa province aux États généraux. Il part ensuite rejoindre sa garnison à Longwy, en Lorraine mais, en 1790, des conflits et remous commencent à opposer soldats et officiers. En 1791 une révolte éclate au sein du régiment à Laudau. Après cet événement, Charles de Bonchamps démissionne et se retire sur sa terre de La Baronnière, près de Saint-Florent-le-Vieil,.
Il devient acquéreur de biens nationaux et le 1er septembre 1792 il prête serment à la Nation.

### Insurrection dans les Mauges et début de la guerre de Vendée

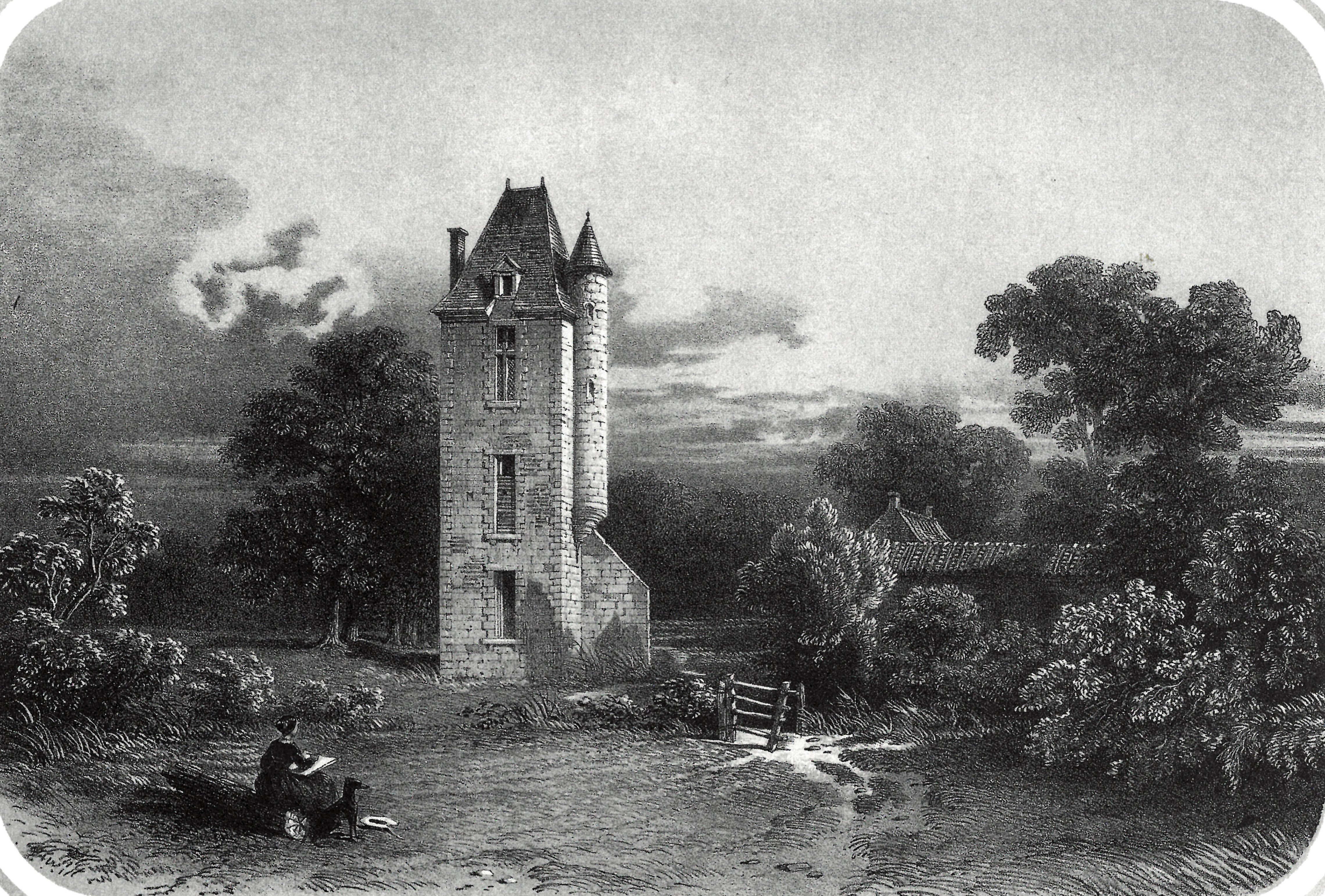
La Baronnière, dessin de Thomas Drake et lithographie d'Henri Daniaud, 1856.

En mars 1793, l'ouest de la France est touchée par de nombreuses insurrections paysannes contre la levée en masse. Le 12 mars, la ville de Saint-Florent-le-Vieil est prise par les insurgés qui submergent les 150 gardes nationaux locaux. Le lendemain, les paysans viennent chercher Charles de Bonchamps à La Baronnière pour lui demander de prendre la tête de l'insurrection. Bonchamps se montre réticent et doute qu'une victoire soit possible contre les troupes de la République mais il finit cependant par accepter de prendre la tête des insurgés. Sans illusion, il quitte sa femme qui est enceinte, en lui déclarant : « Nous ne devons même pas prétendre à la gloire humaine, les guerres civiles n'en donnent point ». Il part ensuite pour Saint-Florent-le-Vieil à pied, car les paysans l'empêchent de monter à cheval, de crainte qu'il ne prenne la fuite,.
Arrivé à Saint-Florent-le-Vieil, Charles de Bonchamps rétablit un certain ordre : il organise la défense du bourg et fait proclamer une grâce pour les patriotes encore cachés en ville. Les insurgés font jurer aux prisonniers ne plus porter les armes contre eux, puis ils les remettent en liberté. Ils font ensuite chanter un Te Deum par le curé réfractaire de Saint-Florent qui fait bénir le drapeau blanc.
Dans les jours qui suivent, l'ensemble des Mauges tombe aux mains des insurgés. La ville de Cholet est notamment prise le 14 mars par les bandes de Cathelineau, Stofflet et Perdriau. Bonchamps se joint alors à eux et participe à la prise de Chalonnes-sur-Loire le 21 mars. Après ces victoires successives, les bandes insurgées ne poussent pas plus loin et se dispersent. Les chefs des Mauges établissent cependant une structure militaire en formant une Armée d'Anjou le 4 avril.

### Offensive républicaine dans les Mauges

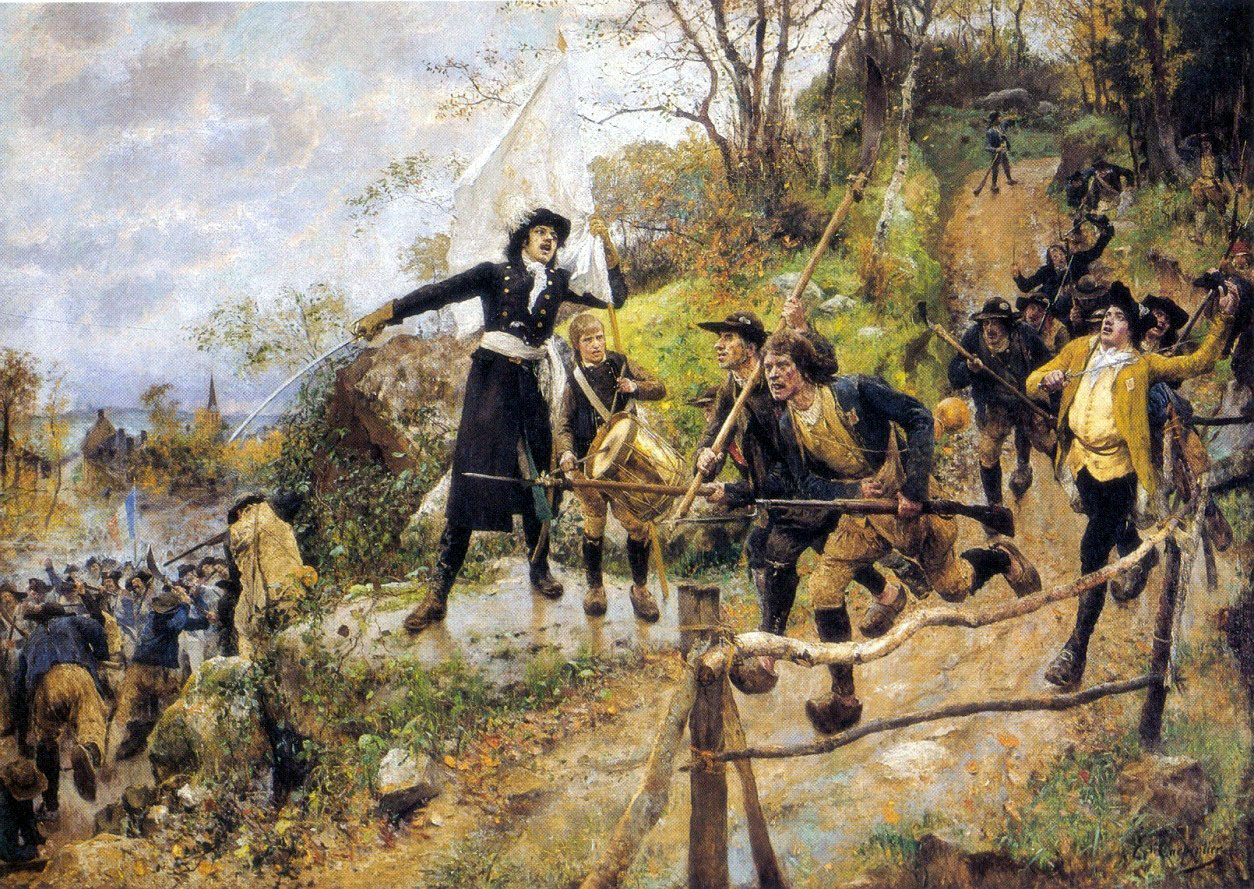
Émeute en Vendée, huile sur toile d'Évariste Carpentier, XIXe siècle, mairie de Kuurne.

En avril, les forces républicaines contre-attaquent. Le 10 avril, depuis Angers, le général Berruyer fait mettre en marche trois colonnes commandées par lui-même, Leigonyer et Gauvilliers. La colonne de Gauvilliers passe la Loire à 7 kilomètres en amont de Saint-Florent-le-Vieil et surprend Bonchamps qui n'a pas le temps de convoquer tous ses hommes. Le 11 avril, ses maigres forces sont enfoncées au Mesnil-en-Vallée et les républicains reprennent Saint-Florent-le-Vieil,,. L'épouse de Bonchamps, a tout juste le temps de s'enfuir avec ses enfants du château de la Baronnière, qui est ensuite incendié. Deux jours plus tard, elle fait une fausse couche.
Battues sur tous les fronts, les forces insurgées des Mauges se rassemblent à Beaupréau, où Bonchamps, Cathelineau, Stofflet, d'Elbée et d'autres se retrouvent pour tenir un conseil de guerre. La situation est alors dramatique pour les insurgés de l'Anjou : ces derniers n'ont plus de canons, peu de munitions et les paysans sont épuisés et découragés alors que les lueurs des incendies provoqués par les républicains sont visibles à l'horizon. Certains chefs veulent lancer une contre-attaque désespérée, d'autres parlent de tout abandonner et de dissoudre l'armée. Bonchamps propose quant à lui un repli sur Tiffauges, dans le département de la Vendée, pour faire reposer les hommes, reconstituer les approvisionnements et accroître les effectifs en rejoignant les insurgés du Bas-Poitou. Son plan est adopté par le conseil de guerre, et les insurgés évacuent Beaupréau et Cholet pendant la nuit.
Cependant le général Berruyer fait preuve d'un excès de prudence et ose à peine réinvestir Cholet, ce qui offre un répit à ses adversaires. De plus, le 14 avril, les insurgés angevins sont rejoints à Tiffauges par 4 000 paysans des Deux-Sèvres menés par Henri de La Rochejaquelein. Ce dernier vient alors de battre la colonne du général Quétineau à la bataille des Aubiers et apporte de la poudre et des munitions qui faisaient grandement défaut aux Angevins. Le 16 avril, les Vendéens, désormais forts de 20 000 hommes, repartent à l'offensive et marchent sur Cholet,.
Les colonnes de Berruyer sont attaquées les unes après les autres. La colonne de Leigonyer est enfoncée le 19 avril à Cholet et à Vezins. Informé de la défaite, Berruyer abandonne Chemillé et se replie sur Les Ponts-de-Cé. La colonne de Gauvilliers se retrouve alors isolée à Beaupréau et est assaillie à son tour le 22 avril,. Lors de la bataille, Bonchamps surgit sur les arrières des patriotes, qui cèdent à la panique et s'enfuient vers Chalonnes en laissant derrière eux cinq canons et 500 à 1 000 prisonniers,. Les Mauges repassent ainsi complètement aux mains des Vendéens.

### Victoires vendéennes à Thouars et Fontenay-le-Comte

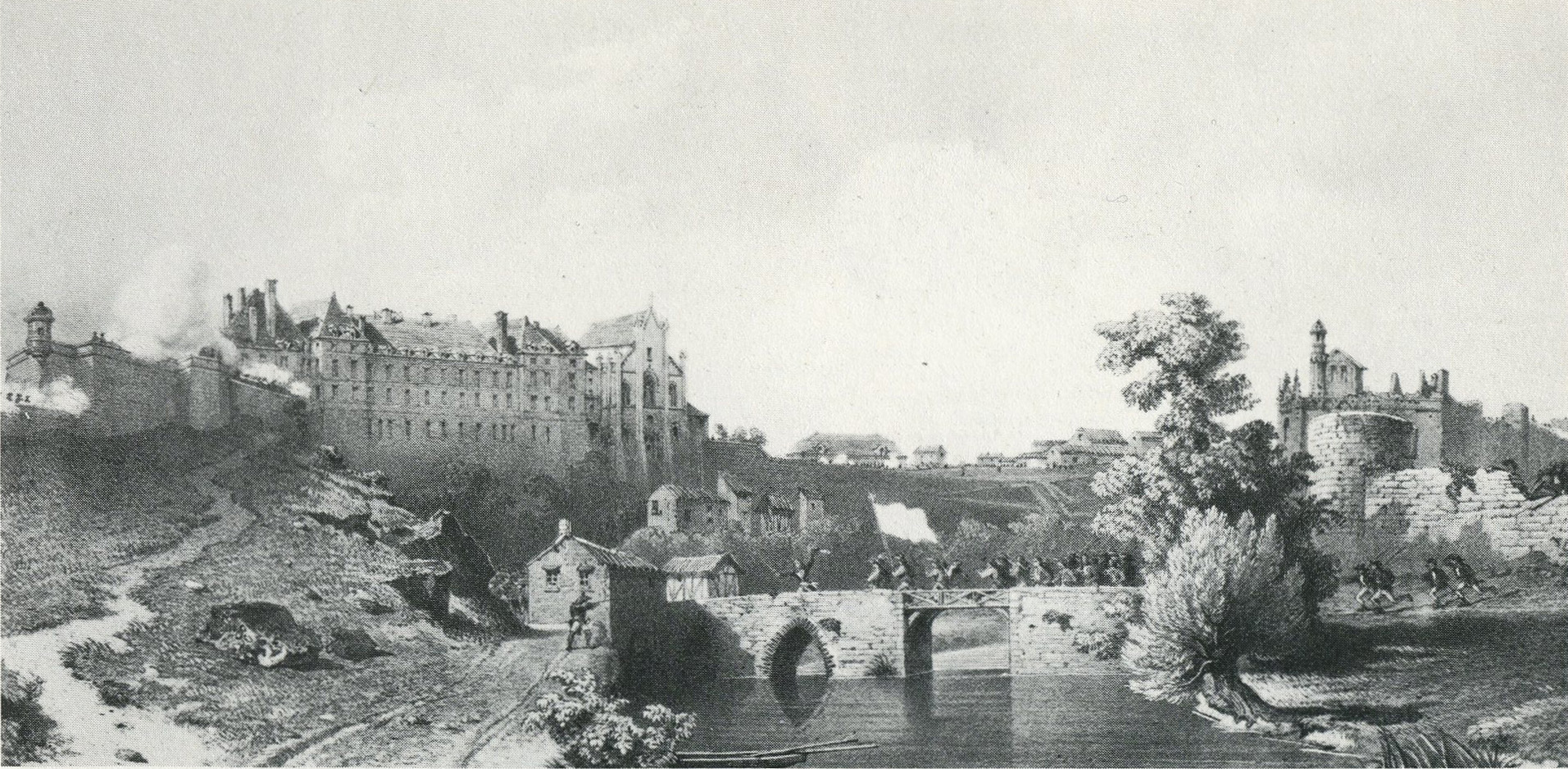
Vue de Thouars, dessin de Thomas Drake et lithographie d'Henri Daniaud, 1856.

Entre le 26 et le 29 avril, les Vendéens de l'Anjou et du Haut-Poitou se rassemblent à Cholet. Le 30 avril, l'armée d'Anjou et l'armée du Centre s'unissent pour former une armée catholique et royale mais sans commandement unifié. Le même jour, cette armée se met en mouvement en direction de Bressuire, dans les Deux-Sèvres. Elle compte alors près de 30 000 hommes, dont la moitié sont équipés de fusils, et six canons.
Le 3 mai, les Vendéens prennent Bressuire, évacuée par le général Quétineau. Plusieurs prisonniers sont délivrés, dont trois rejoignent notamment le commandement de l'armée insurgée : Louis de Lescure, Gaspard de Bernard de Marigny et Guy Joseph de Donnissan,. Le 5 mai, les Vendéens arrivent aux abords de la ville de Thouars. Bonchamps commande l'aile gauche avec Dommaigné, le chef de la cavalerie,. Il franchit le Thouet au Gué-au-Riche, puis attaque de flanc les forces républicaines qui défendent le pont de Vrines contre les forces de Lescure et a Rochejaquelein,. Les républicains se refugient à l'intérieur de la ville, talonnés par les Vendéens qui prennent d'assaut les remparts,. En fin d'après-midi, le général Quétineau capitule avec ses 5 000 hommes.
Quétineau est traité courtoisement par les généraux vendéens qui l'invitent à dîner avec eux au château de Thouars le soir de la bataille,. Il partage ensuite la chambre de Bonchamps dans l'hôtel Brossier de la Charpagne, son ancien quartier-général devenu celui de l'armée vendéenne,. Le 7 mai, les prisonniers républicains sont relâchés contre le serment de ne plus combattre les Vendéens,. Quétineau est quant à lui libéré le 8 mai,.
Forts de ce succès qui leur a procuré douze canons et des milliers de fusils, les Vendéens se remettent en marche le 9 mai et s'emparent sans combattre de Parthenay,. Le 13 mai, ils prennent d'assaut le bourg de La Châtaigneraie, défendu par les 3 000 hommes du général Chalbos. Les Vendéens poursuivent ensuite leur marche vers le sud de la Vendée mais Bonchamps se sépare du gros de l'armée afin d'aller protéger les Mauges. En son absence, l'armée vendéenne, déjà affaiblie par les départs d'une grande partie de ses combattants, subit une lourde défaite lors de l'attaque de Fontenay-le-Comte, le 16 mai.
Cependant l'échec ne décourage pas les Vendéens qui décident rapidement de mener une nouvelle attaque. Reconstituée à Cholet, l'armée réapparaît devant Fontenay-le-Comte le 25 mai,. Lors de la bataille, Bonchamps commande l'aile droite et déploie ses troupes en ordre oblique. Il repousse la cavalerie de Chalbos, puis contre-attaque et est parmi les premiers, avec Lescure, à pénétrer dans la ville. Après seulement une heure de combats, les républicains se rendent et 3 000 d'entre eux sont faits prisonniers. Cependant, Bonchamps est grièvement blessé à l'épaule par un soldat républicain qui lui tire un coup de fusil à bout portant après avoir fait semblant de déposer les armes,.
Avec cette victoire, les Vendéens capturent ou reprennent 30 à 40 canons, ainsi que 5 000 fusils et une grande quantité de poudre et de munitions,. Les prisonniers républicains sont relâchés sous serment mais ils sont cette fois-ci tondus afin d'être reconnus s'ils devaient être repris une seconde fois. Certains officiers vendéens, dont Bonchamps, sont d'avis de marcher sur Niort mais l'armée est à nouveau affaiblie par les défections et les Vendéens préfèrent évacuer Fontenay le 28 pour regagner le bocage.

### Blessures et convalescences

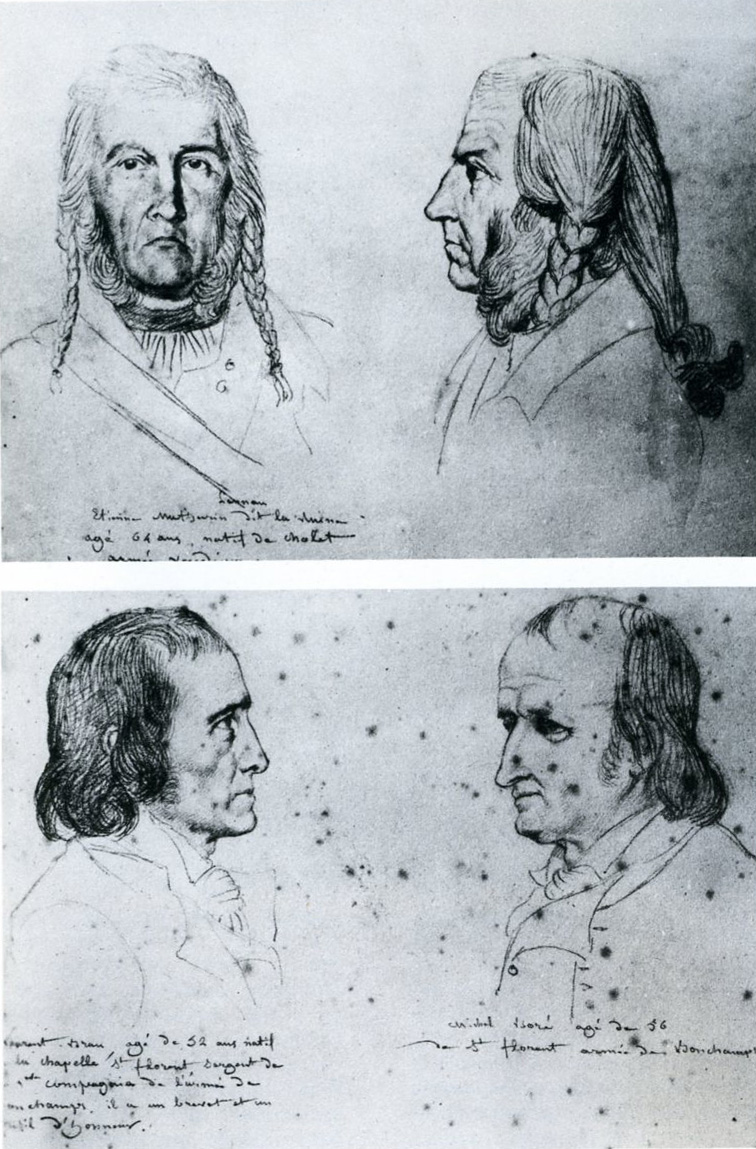
Portraits d'anciens combattants vendéens de l'armée de Bonchamps réalisés d'après nature par David d'Angers en 1825.

La blessure reçue à la bataille de Fontenay écarte Bonchamps des champs de bataille pendant plusieurs semaines. Il part se faire soigner dans un château des environs de Châtillon-sur-Sèvre, où sa femme vient le rejoindre. Pendant son absence, le commandement de ses troupes est assuré par Fleuriot de La Freulière. Elles participent notamment à la prise de la ville Saumur le 9 juin. Avec cette nouvelle victoire, les Vendéens se procurent 10 000 à 15 000 fusils, 50 à 80 canons et font entre 4 000 et 11 000 prisonniers, qui sont relâchés sous serment,. Ils ont également la surprise de découvrir dans les prisons le général Quétineau, le vaincu de Thouars, qui a été accusé de trahison à la suite de sa défaite,. De nouveau relâché après avoir refusé de rallier l'armée vendéenne, Quétineau sera condamné à mort par le tribunal révolutionnaire et guillotiné en mars 1794,.
Le 12 juin, le conseil de guerre vendéen élit Jacques Cathelineau comme généralissime de l'armée catholique et royale, et le 18 juin les Vendéens occupent Angers sans combattre,. Le conseil de guerre décide alors d'attaquer Nantes afin de ranimer l'insurrection en Bretagne. Bonchamps, toujours absent, ne prend pas part aux délibérations mais il avait déjà défendu le projet de franchir la Loire pour se joindre aux insurgés bretons.
Le 29 juin, malgré sa blessure, Bonchamps rejoint en voiture ses troupes devant Nantes afin de prendre part à la bataille. Sa division attaque par la route de Paris : elle parvient à prendre pied à l'intérieur de la ville mais elle est repoussée en fin de journée. Bonchamps relance un assaut le lendemain à l'aube mais il constate qu'il est le dernier à combattre, les autres divisions s'étant débandées, découragées notamment par la blessure du généralissime Cathelineau.
Bien que souffrant, Bonchamps reste à la tête de ses troupes et continue à combattre dans les Mauges. Le 5 juillet, il prend part à la première bataille de Châtillon où la colonne du général Westermann est écrasée après avoir tenté un raid en plein cœur du territoire insurgé. Le 15 juillet, il commande l'avant-garde à la bataille indécise de Martigné-Briand contre les troupes du général Pilotte de La Barollière. Bonchamps est de nouveau grièvement blessé par un coup de pistolet tiré par un hussard qui lui fracasse le coude et pénètre dans la poitrine. Il s'effondre et son ancienne blessure s'ouvre à nouveau.
Le 14 juillet, le généralissime Jacques Cathelineau succombe à ses blessures et le 19 juillet Maurice d'Elbée est élu par un conseil de guerre pour lui succéder. De son côté, Bonchamps est écarté de tout commandement effectif pendant deux mois en raison de ses graves blessures. Il ne peut pas non plus défendre ses vues au conseil de guerre de l'armée vendéenne. Alors que Bonchamps préconise de porter l'effort au nord, vers la Bretagne, d'Elbée préfère se tourner vers le sud. En l'absence de Bonchamps, l'armée vendéenne subit deux désastres sur la plaine de Luçon le 30 juillet et le 14 août.

### Combats contre l'Armée de Mayence

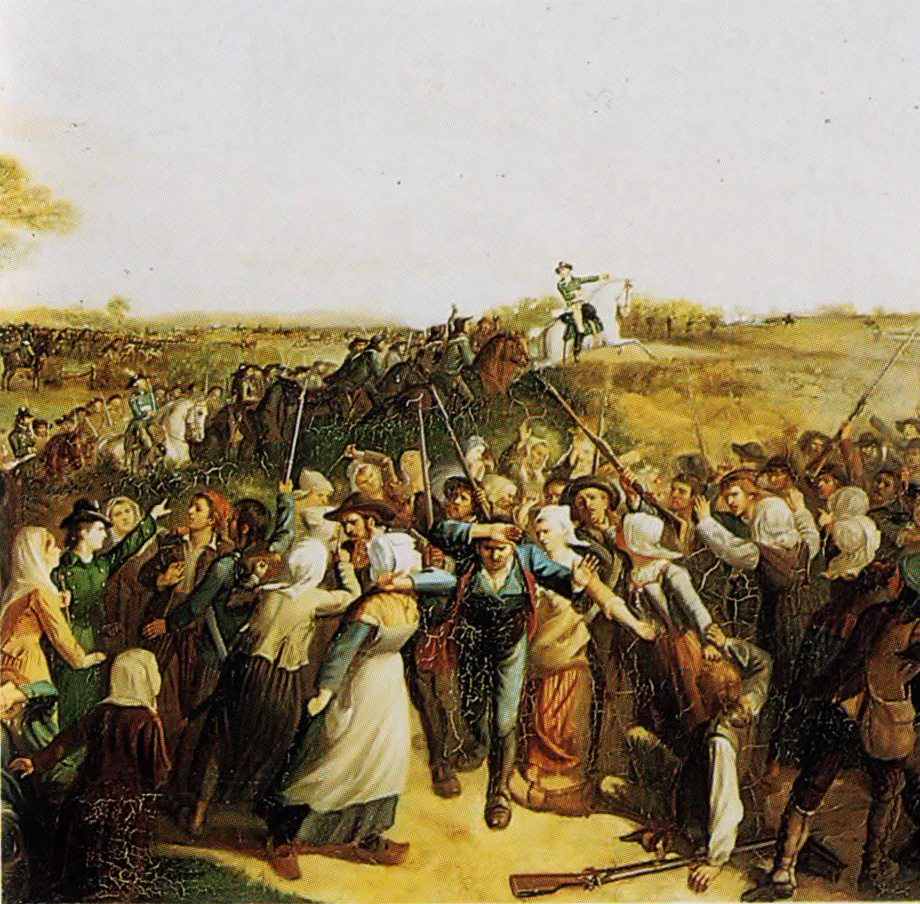
Bataille de Torfou ; les femmes de Tiffauges barrent le chemin aux Vendéens épouvantés à la vue des Mayençais conduits par Kléber, huile sur toile de Alfred de Chasteignier (XIXe siècle).

Après les combats indécis de l'été, l'arrivée en renfort de l'armée de Mayence redonne l'avantage au camp républicain. Le 8 septembre, l'avant-garde républicaine sort de Nantes et entre dans le territoire insurgé. En quelques jours, l'armée de Mayence et l'armée des côtes de Brest mettent en déroute les forces de Charette dans le Pays de Retz, en Loire-Inférieure et occupent Legé, Montaigu et Clisson.
Le 18 septembre, l'avant-garde des Mayençais, commandée par le général Kléber, attaque les forces de Charette à Torfou, entre Clisson et Cholet. Les républicains ont d'abord l'avantage mais l'armée d'Anjou arrive en renfort et repousse les Mayençais qui se replient sur Clisson. Pendant les combats, Bonchamps, toujours souffrant, est porté sur une civière.
Le soir même de la bataille, le généralissime Maurice d'Elbée établit un nouveau plan. Il charge Lescure et Charette de reprendre Montaigu, puis de se tourner vers Clisson afin de prendre en tenaille le gros de l'armée de Mayence avec les forces commandées par lui-même, Bonchamps et Lyrot. Lescure et Charette s'emparent effectivement de Montaigu le 21 septembre mais ils se détournent ensuite du plan de d'Elbée en attaquant Saint-Fulgent le 22. D'Elbée et Bonchamps attaquent les Mayençais le même jour mais, sans les renforts de Lescure et Charette, ils ne peuvent empêcher les républicains d'évacuer Clisson et de se replier en bon ordre sur Nantes.
Dès le 25 septembre, les républicains repartent à l'offensive. En quelques jours, les forces de Canclaux, Aubert du Bayet et Kléber reprennent Clisson, Montaigu et Saint-Fulgent. Informés de cette avance foudroyante, d'Elbée et Bonchamps quittent les Mauges et marchent à leur rencontre. Ils installent leur camp à Treize-Septiers, près de Saint-Fulgent. Mais le 6 octobre, Canclaux et Kléber lancent l'attaque et enfoncent les défenses vendéennes. D'Elbée et Bonchamps sont contraints de se replier sur Cholet. À peine de retour, ils partent renforcer Lescure, La Rochejaquelein et Stofflet contre les colonnes de Chalbos et Westermann qui menacent Cholet par le sud. Le 11 octobre, la bataille a lieu à Châtillon-sur-Sèvre, siège du Conseil supérieur de la Vendée. La bourgade passe de main en main et est détruite par les incendies.
L'étreinte se resserre alors sur la ville de Cholet, qui est menacée à l'ouest par l'armée de Mayence et l'armée des côtes de Brest et au sud par l'Armée des côtes de La Rochelle. L'armée vendéenne rassemble 30 000 à 40 000 hommes pour défendre la ville. Le 15 octobre, les républicains attaquent Cholet par le sud-ouest,. Les Vendéens sortent de la ville et les deux armées se rencontrent près du château de La Tremblaye,. Le général Lescure est grièvement blessé et les Vendéens, découragés, se réfugient à l'intérieur de la ville,.
Les Vendéens pensent alors défendre Cholet mais l'armée est à court de poudre et de munitions,. Le ravitaillement n'étant toujours pas arrivé, les généraux décident d'évacuer la ville dans la nuit du 15 au 16 octobre et de se porter sur Beaupréau, au nord,. Le 16 octobre, la ville de Cholet est investie par les républicains. Les colonnes de l'Armée de Mayence, de l'Armée des côtes de Brest et de l'armée des côtes de La Rochelle font alors leur jonction.
À Beaupréau, l'état-major royaliste hésite sur le plan à adopter alors que l'armée se retrouve acculée, dos à la Loire,. D'Elbée, La Rochejaquelein et Stofflet sont d'avis de marcher sur Cholet afin de tenter de reprendre la ville,. Antoine-Philippe de La Trémoille, suivi par d'Autichamp et Donnissan, propose quant à lui de faire traverser la Loire à toute l'armée pour ranimer l'insurrection en Bretagne et dans le Maine,. Bonchamps est quant à lui d'avis de ne laisser qu'une fraction de l'armée se porter au nord de la Loire pour s'assurer une voie de repli en cas de défaite et soulever la Bretagne et le Maine en cas de victoire,. Le conseil se décide finalement pour l'attaque de Cholet le lendemain mais l'idée de Bonchamps est également adoptée et un corps de 4 000 hommes est laissé à Talmont pour franchir le fleuve et prendre Varades,.

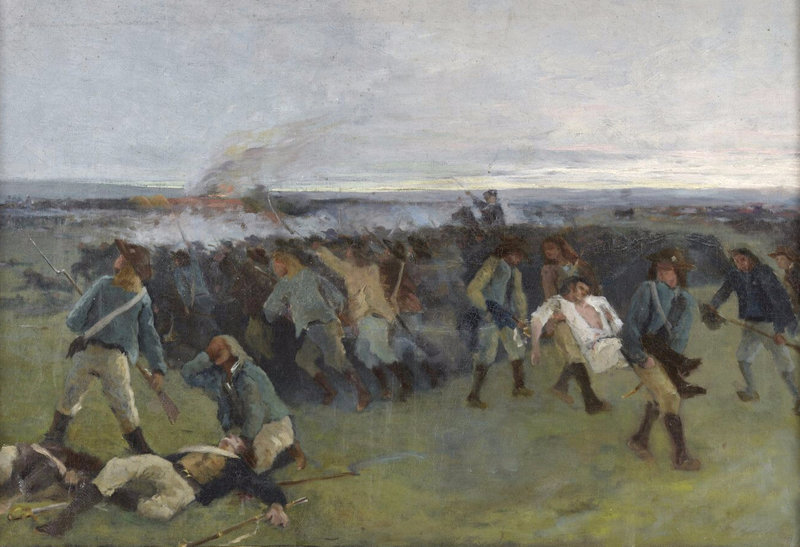
Charles de Bonchamps blessé à la bataille de Cholet, huile sur toile anonyme, (XIXe siècle).

Le 17 octobre, 40 000 hommes de l'armée catholique et royale se mettent en marche pour Cholet,. La bataille s'engage en début d'après-midi au nord de la ville, où sont déployés 26 000 républicains. D'Elbée et Bonchamps commandent le centre et font face à la colonne de Luçon, menée par le général Marceau,. La bataille est longuement indécise. Au bout de plusieurs heures, Kléber engage ses réserves, commandées par le général Chalbos, pour renforcer le centre,. Cependant, à peine engagés, les 4 000 hommes de la brigade Muller paniquent et prennent la suite, entraînant avec eux l'ensemble de la division Chalbos qui reflue à l'intérieur de la ville,. D'Elbée et Bonchamps repartent alors à l'assaut pour tenter de briser le centre républicain,,. Cependant Marceau utilise une ruse : il laisse les Vendéens s'approcher de ses lignes, puis tout à coup il fait reculer son infanterie et dévoile ainsi son artillerie,,. Une douzaine de canons chargés de mitraille ouvrent alors le feu à courte portée et fauchent les rangs vendéens,,. Les hommes de Chalbos repartent ensuite à l'assaut après s'être ralliés et mettent en fuite les insurgés. D'Elbée et Bonchamps sont tous deux grièvement blessés,,. Gravement touché au bas-ventre, Bonchamps reste sans connaissance et est évacué sur un brancard. La bataille s'arrête à la tombée de la nuit et l'armée vendéenne se replie sur Beaupréau,,.

### Le pardon de Bonchamps

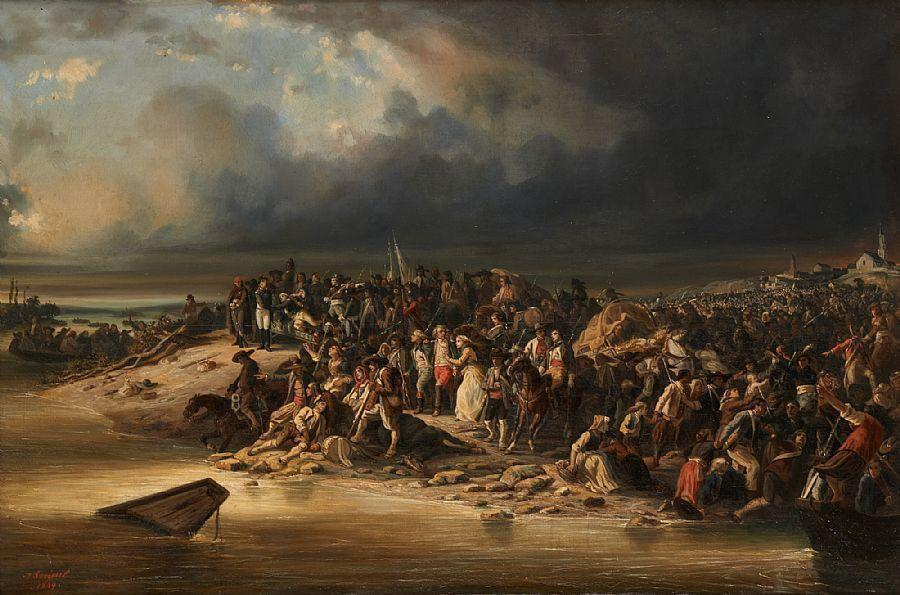
La fuite, huile sur toile de Jean Sorieul, 1849.

Après leur défaite, les Vendéens évacuent aussitôt Beaupréau et se replient sur Saint-Florent-le-Vieil, au bord de la Loire. Beaupréau est prise dans la nuit par les troupes de Westermann qui massacrent au moins 400 blessés trouvés dans les hôpitaux,.
Le 18 octobre, environ 60 000 à 80 000 Vendéens, hommes, femmes et enfants, s'entassent alors à Saint-Florent-le-Vieil et commencent à franchir le fleuve à l'aide d'une soixantaine de barques. Ils rejoignent alors la tête de pont établie par Talmont  à Varades et Ancenis. Bonchamps, transporté sur un matelas, est déposé dans une maison du bas de la ville,.
Alors que la traversée s'opère, le conseil de guerre de l'armée vendéenne se réunit. Environ 5 000 prisonniers républicains sont enfermés dans l'abbaye de Saint-Florent-le-Vieil, après avoir été évacués de Châtillon, Mortagne et Cholet, où ils étaient détenus depuis plusieurs mois,,. Cependant, les officiers vendéens constatent qu'ils ne peuvent leur faire franchir la Loire et envisagent de les faire fusiller,.
Victoire de Donnissan de La Rochejaquelein, alors épouse du général Lescure, écrit dans ses mémoires : 

« Que faire des quatre à cinq mille prisonniers à Saint-Florent ? M. Cesbron d'Argonne, vieux chevalier de Saint-Louis, les avait conduits. C'était un homme fort dur, il en avait fait fusiller neuf en route, qui avaient cherché à s'échapper. On ne pouvait les traîner plus loin, ni leur faire passer la rivière. C'était la préoccupation des officiers ; j'étais présente, tous convinrent qu'il fallait les fusiller sur-le-champ, ce fut l'avis général, mais quand on demanda : « Qui ira en donner l'ordre ? » personne n'en eut le courage ; l'un disait que ces malheureux pris la plupart depuis quatre à cinq mois n'étaient pas la cause des massacres, que cette horrible boucherie, commise de sang-froid, était au-dessus de ses forces ; un autre que ce serait légitimer, pour ainsi dire, les horreurs commises par les Bleus ; que cela redoublerait la rage des patriotes et les empêcherait de faire grâce à aucune créature vivante dans la Vendée, où il restait encore plus de la moitié des habitants. Enfin personne ne voulant faire exécuter une résolution aussi barbare, chaque officier se retira sans donner d'ordre. M. de Lescure n'avait pu prendre part à aucune délibération, il était couché sur un matelas et moi assise dessus, seule je pus l'entendre, quand on parla de tuer les prisonniers, dire entre ses dents : Quelle horreur!, »

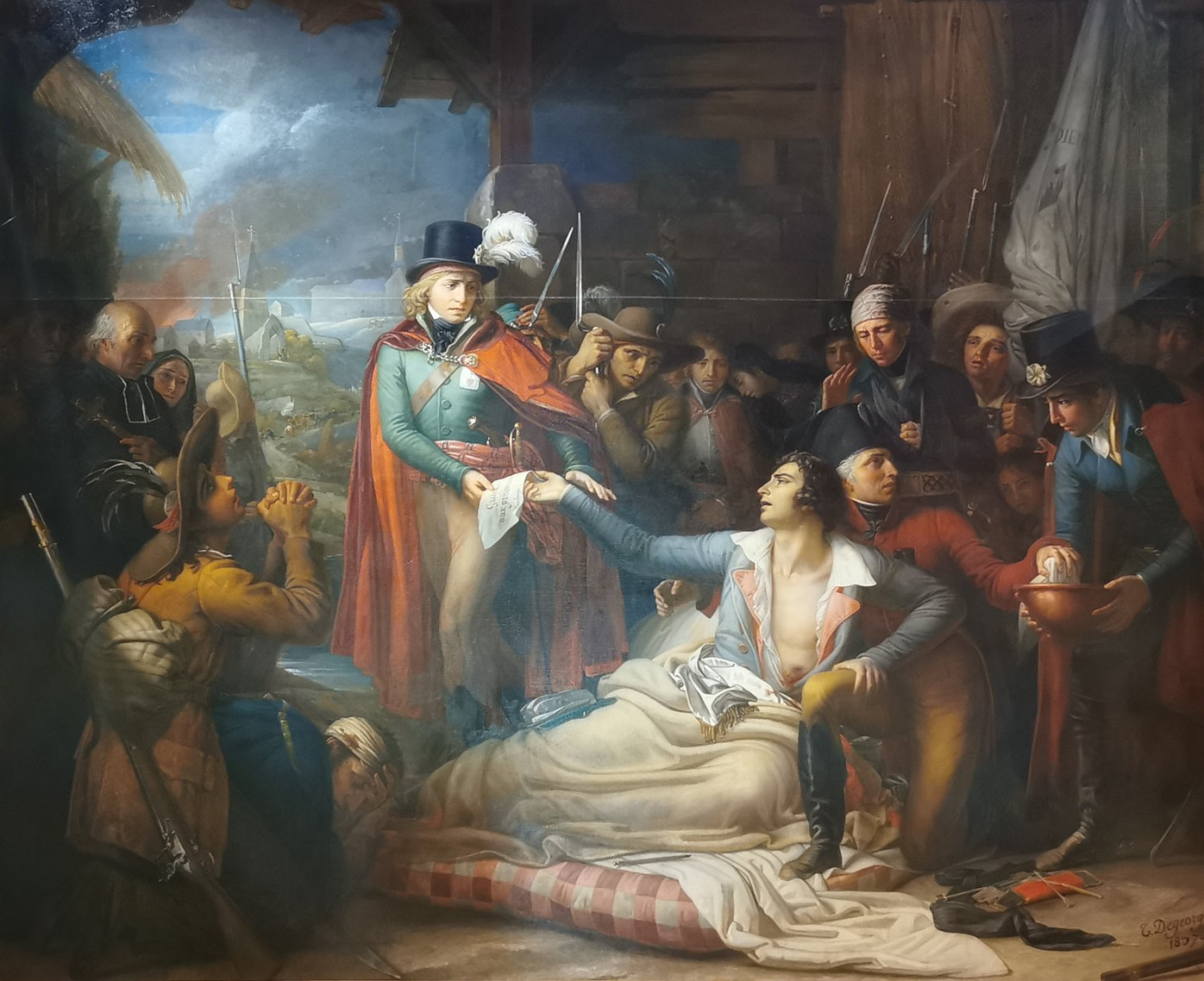
La mort de Bonchamps, huile sur toile de Thomas Degeorge, 1837, historial de la Vendée, Les Lucs-sur-Boulogne.

À l'agonie, Bonchamps apprend par un aide-de-camp l'imminence du massacre,. Il charge alors un de ses officiers, Charles Marie de Beaumont d'Autichamp, d'obtenir en son nom la grâce des prisonniers,. Celui-ci saute alors à cheval et se précipite sur l'esplanade devant l'abbaye en criant : « Grâce aux prisonniers, Bonchamps le veut ; grâce aux prisonniers, Bonchamps l'ordonne »,,.
L'épouse de Bonchamps, Marie Renée Marguerite de Scépeaux de Bonchamps, rapporte également les événements dans ses mémoires, bien qu'elle n'ai pas été présentes aux côtés de son mari lors de ses derniers instants, :

« M. de Bonchamps reçut au bas-ventre une blessure mortelle, il tomba baigné dans son sang [...] On le déposa à Saint-Florent , où se trouvoient alors cinq mille prisonniers renfermés dans l'église. La religion avoit jusqu'alors préservé les Vendéens du crime de représailles sanguinaires ; ils avoient toujours, comme je l'ai déjà dit, traité généreusement les républicains ; mais lorsqu'on leur annonça que mon infortuné mari étoit blessé mortellement, leur fureur égala leur désespoir; ils jurèrent la mort des prisonniers. Pendant ce temps-là, M. de Bonchamps avoit été porté chez madame Duval, dans le bas de la ville. Tous les officiers de son armée se rangèrent à genoux autour du matelas sur lequel il étoit étendu, attendant dans la plus cruelle anxiété la décision du chirurgien. Mais la blessure étoit si grave , qu'elle ne laissoit aucune espérance. M. de Bonchamps le reconnut à la sombre tristesse qui régnoit sur toutes les figures , il chercha à calmer la douleur de ses officiers ; il demanda ensuite avec instance que les derniers ordres qu'il avoit donnés fussent exécutés, et aussitôt il prescrivit qu'on donnât la vie aux prisonniers renfermés dans l'abbaye : puis se tournant vers M. d'Autichamp, un des officiers de son armée qu'il affectionnoit le plus, il ajouta : « Mon ami,  c'est sûrement le dernier ordre que je vous donnerai, laissez-moi l'assurance qu'il sera exécuté » L'ordre de M. de Bonchamps donné sur son lit de mort, produisit tout l'effet qu'on en devoit attendre. A peine fut-il connu des soldats que de toutes parts ils s'écrièrent : « Grâce ! Grâce ! Bonchamps l'ordonne ! » et les prisonniers furent sauvés,. »

Le 19 octobre 1793, à trois heures du matin, les éclaireurs de l'armée républicaine font leur entrée à Saint-Florent,. Ils trouvent la petite ville vide de tout combattant vendéen mais découvrent également les 5 000 prisonniers républicains graciés par Bonchamps,.
Dans ses mémoires, le capitaine Jacques Mocquereau de la Barrie, un officier républicain ayant fait partie des prisonniers épargnés à Saint-Florent, rapporte également le récit que lui a laissé un habitant patriote de Saint-Florent : 

« Mes amis, dit-il, vous avez sans doule ignoré le danger auquel vous avez été exposés ce matin ? Je vais vous en donner les délails. J'ai été témoin oculaire de toutes les circonstances. Le conseil supérieur de Châtillon-sur-Sèvre ayant été forcé d'évacuer, s'est réfugié dans cette ville, comme dernier retranchement de la Vendée. Il y est arrivé hier au soir; et ce matin, à six heures, il a tenu une séance générale. On y a proposé la question de savoir quel parti on prendrait à l'égard des prisonniers. La majorité absolue a volé pour le massacre général '; et, à cet effet, a fait braquer sur votre passage onze pièces de canon chargées å mitraille, et ranger sur deux lignes quinze cents brigands bien armés. Le complot a élé éventé. Les habitants de Saint-Florent se sont réunis et ont pris le parti d'envoyer leurs femmes et leurs enfants pour tâcher d'attendrir ces tigres sur votre sort. Le patriotisme, l'humanité et la crainte de voir la ville, théâtre de cette nouvelle Saint-Barthélemy, victime de la vengeance naturelle de la République, tous ces motifs ont dicté une pareille démarche. Nos femmes se sont présentées en pleurs, et se sont jetées aux genoux de ces monstres; elles tenaient dans leurs mains leurs enfants, qui eux-mêmes par des cris perçants imploraient pour vous. Elles n'ont pu obtenir que cette froide et barbare réponse que, si elles ne se retiraient sur-le-champ, elles seraient fusillées elles-mêmes. Dans l'affaire de Beaupreau qui eut lieu avant-hier, plusieurs chefs de brigands ont péri; entre autres Bonchamps y a été blessé mortellement. Dans le moment où je vous parle, il a terminé sa carrière. Il s'élait fait transporter ici hier au soir. Il a sans doute eu connaissance, ce matin, du sort cruel qu'on vous préparait ; car, à peine nos femmes étaient-elles rentrées chez elles, dans leur désespoir, qu'il a adressé à l'armée un écrit, à peu près conçu en ces termes : Camarades, vous m'avez obéi jusqu'à ce jour, qui est le dernier de ma vie ; en qualité de votre commandant, je vous ordonne de pardonner à mes prisonniers. Si l'ordre d'un chef mourant n'a plus de pouvoir sur vous, je vous en prie, au nom de l'humanité, au nom de Dieu, pour lequel vous combattez ! camarades, si vous dédaignez mon ordre et ma prière, je vais me faire porter au milieu de mes prisonniers et de vous, et vos premiers coups tomberont sur moi.
Ces expressions ont attendri l'armée ; elle a paru céder. Alors nos femmes sont revenues à la charge avec encore plus d'ardeur que la première fois. Votre grâce a été prononcée, malgré une infinité de scélérats qui écumaient de dépit et de rage.
Le conseil rassemblé a pour lors décidé qu'il ne restait d'autre parti à prendre que de vous embarquer à la suite de l'armée; mais, malgré les menaces les plus effrayantes, aucun batelier n'a voulu se charger de l'entreprise. C'est ce qui a causé l'espèce d'abandon où vous vous êtes trouvés toute la journée,. »

Le généra républicain Jean-Baptiste Kléber rapporte également le fait dans ses mémoires : 

« On avait toujours peine à croire que les Rebelles eussent passé la Loire. Pour s'en assurer, on me demanda un officier intelligent avec trente à quarante chevaux, pour aller à la découverte. Je jetai les yeux sur le capitaine Hauteville, de la légion des Francs ; je le fis venir auprès de moi et je lui donnai les ordres et les instructions nécessaires. Il partit et arriva à Saint-Florent vers les trois heures du matin. Il y trouva des pièces de canon, des caissons, beaucoup de grains et autres comestibles : enfin six mille prisonniers patriotes, qui lui annoncèrent qu'ils avaient échappé à la mort, à la prière de Bonchamps qui, expirant à la suite de ses blessures, avait demandé et obtenu leur grâce. »

### Mort

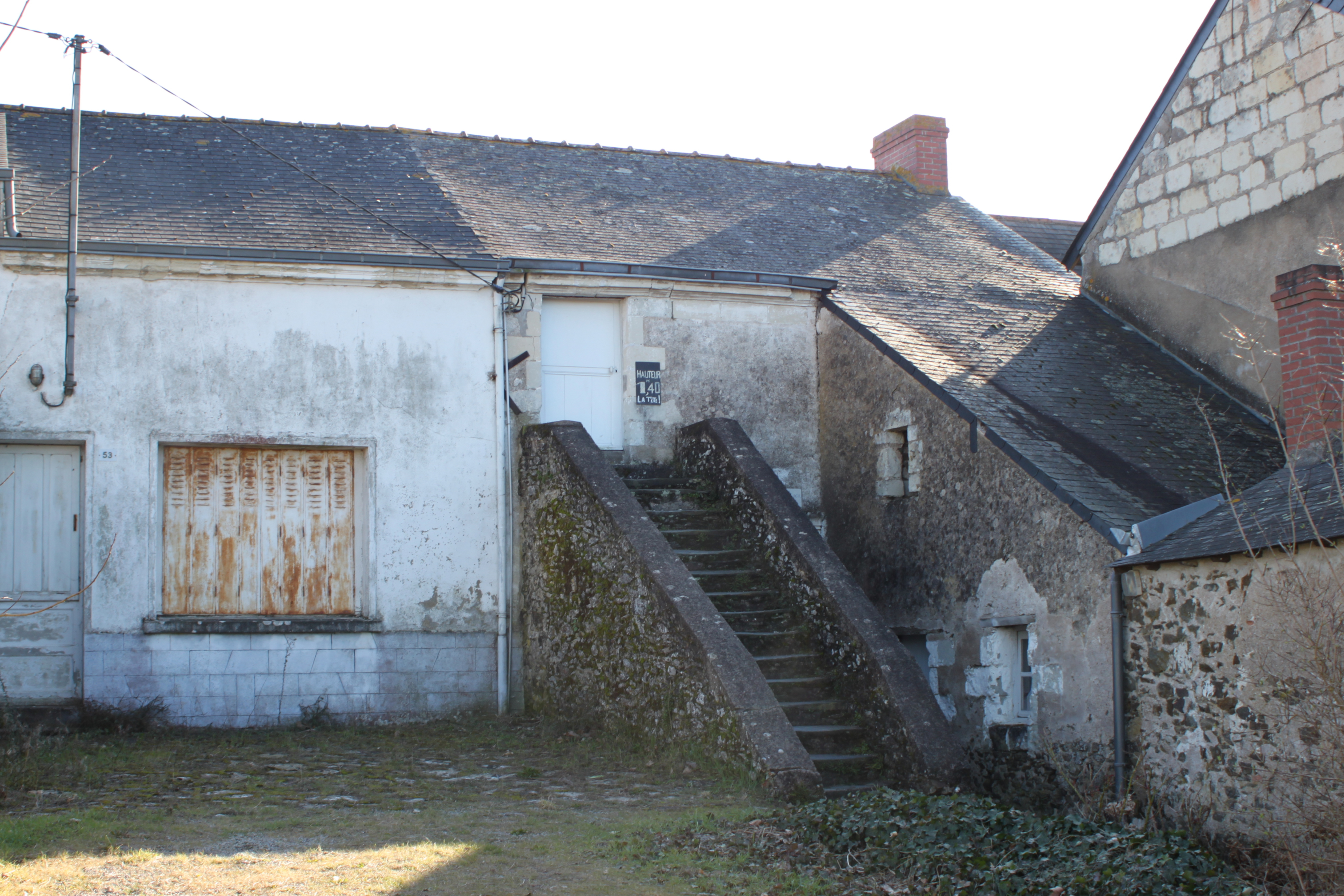
La maison du pêcheur Jean Bellion, où Charles de Bonchamps meurt le 18 octobre 1793.

Porté de l'autre côté de la Loire lors de la journée du 18 octobre, Charles de Bonchamps meurt à 11 heures du soir dans une maison de pêcheur du village de La Meilleraie, dans la commune de Varades,. Son corps est enterré le soir même, dans le cimetière de la ville.

### Tombeau

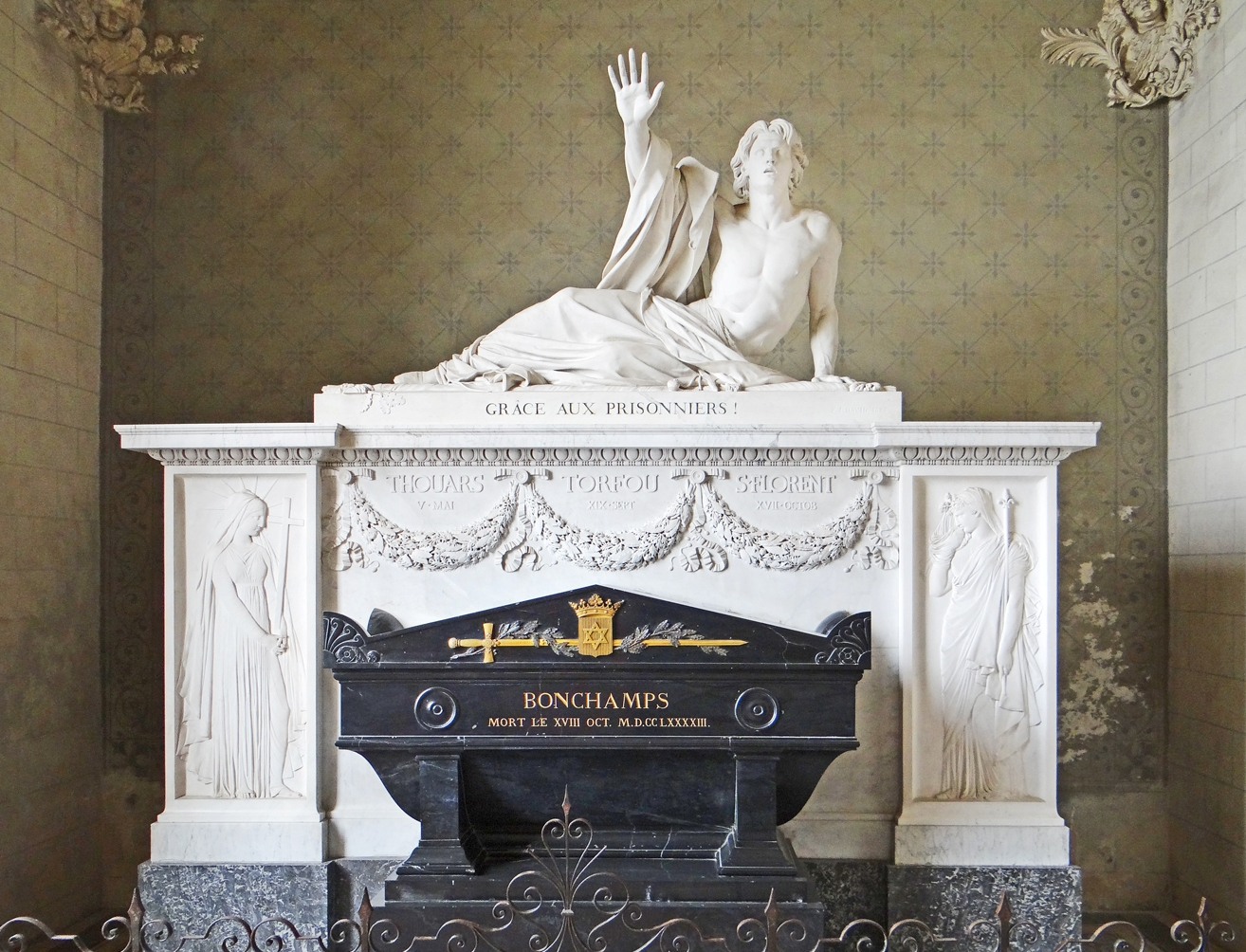
Vue du tombeau de Bonchamps dans l'église de Saint-Florent-le-Vieil, réalisé par le sculpteur David d'Angers.

En 1816, le ministre de l'Intérieur accepte la demande du préfet et du général Charles d'Autichamp d'ériger un monument à la mémoire de Bonchamps devant l'église de Saint-Florent-le-Vieil (à proximité de l'abbaye). En mars 1817, Louis XVIII impose que le monument soit installé à l'intérieur de l'église et non sur la place publique.
La réalisation de la statue est confiée au sculpteur républicain David d'Angers, qui accepte en souvenir de son père, qui avait fait partie des 5 000 soldats bleus graciés par Bonchamps,. Madame de Bouillé, la fille du général vendéen, sert de modèle à David d'Angers.
Les restes de Bonchamps sont exhumés du cimetière de Varades en 1817, en présence de notabilités royalistes régionales et d'anciens soldats vendéens. Le monument est inauguré en 1825 et reçoit les ossements du général,.

## Regards contemporains
« Monsieur de Bonchamp, chef de l'armée d'Anjou, était un homme de trente-deux ans : il avait fait la guerre dans l'Inde avec distinction, comme capitaine d'infanterie, sous Monsieur de Suffren. Il avait une réputation de valeur et de talent que je n'ai jamais entendu contester une seule fois ; il était reconnu pour le plus habile des généraux ; sa troupe passait pour mieux exercée que les autres ; il n'avait aucune ambition, aucune prétention ; son caractère était doux et facile ; il était fort aimé dans la grande armée et on lui accordait une entière confiance. Mais il était malheureux dans les combats : il a paru rarement au feu sans être blessé et son armée était ainsi souvent privée de sa présence ; c'est aussi pour cette cause que je n'ai jamais été porté à le voir. »

— Victoire de Donnissan de La Rochejaquelein, Mémoires

« Né humble et modeste, il ne s'égarait point dans de vaines pensées. [...] Ses manières étaient nobles et gracieuses ; sa taille moyenne, mais bien faite ; ses traits expressifs, son teint brun, ses cheveux épais et frisés ; ses lèvres, un peu grosses, lui donnaient un air de bonté ; ses dents étaient d'une blancheur éclatante et ses yeux étincelants d'esprit. Son langage, quoiqu'un peu recherché, peignait bien sa pensée. [...] S'il était sensible à l'amitié, il n'en était pas moins attaché à tout ce qui tient au luxe et à l'aisance de la vie. Ses dehors étaient brillants, ses dépenses considérables. Trente mille livres de rente auraient eu peine à y suffire et il n'en avait pas quinze mille. Jamais il n'arrivait dans nos garnisons un militaire distingué sans qu'il ne le fêtât. Il aimait l'étude et les beaux-arts ; le soir il ne s'endormait qu'après avoir lu plusieurs heures à la lumière d'une lampe qui éclairait tout l'appartement et était placée au milieu. Le matin son laquais l'éveillait de bonne heure ; il plaçait à côté de son lit des pantoufles rouges, un pantalon de soie et une robe de chambre élégante. Au sortir de son lit, il allait s'asseoir devant une glace pour s'accompagner sur la harpe, en chantant des airs qui respiraient l'amour ou l'héroïsme. 
Il cultivait tour-à-tour les mathématiques, le dessin, la musique et la littérature. Il suivait la mode dans sa coiffure et ses vêtements, autant que sa tenue militaire le lui permettait. Une partie de l'après-dinée était consacrée à des évolutions militaires de toute espèce, qu'il exécutait sur une table avec des fantassins et des cavaliers de métal. Le soir était partagé entre la société et le jeu ; il perdait souvent beaucoup ; ses traits, sa gaieté, n'en recevaient aucune altération ; sa conversation était toujours la même : elle était instructive et variée mais dégénérait parfois en calembours dont il faisait abus. Il désirait avancer dans la carrière militaire ; ce désir cependant était modéré et l'humanité dont sa mort a présenté un si touchant modèle, le faisait dès-lors aimer des officiers et des soldats. Deux de nos camarades, renvoyés du régiment pendant que nous étions en garnison à Mézières, avaient été condamnés à se battre avant leur départ ; M. de Bonchamps s'y opposa en disant : « N'est-ce pas assez de les déshonorer sans les contraindre à se tuer ? ». Les lieutenants et les capitaines se rendirent à cet avis. Quant à lui il n'eut jamais aucune affaire ; il détestait les duels ; son aménité, sa douceur, l'en mettaient à l'abri. M. Soyers m'a dit la belle réponse qu'il fit à Stofflet qui lui avait proposé un cartel : « Non, monsieur, je n'accepte point votre défi ; Dieu et le roi peuvent seuls disposer de ma vie, et notre cause perdrait trop, si elle était privée de la vôtre ». »

— Jean de Sapinaud de Boishuguet

« Bonchamps était celui que les rebelles chérissaient le plus et auquel on accordait en même temps les plus grands talents. »

— Jean-Baptiste Kléber